# Slovénie aux Jeux olympiques d'été de 2004
La Slovénie est représentée par 79 athlètes aux Jeux olympiques d'été de 2004 à Athènes. Il s'agit de sa 4e participation à des Jeux d'été. Avec ses 16 ans, Sara Isakovič est la plus jeune athlète de la délégation. Durant les jeux, le pays remporte une médaille d'argent et trois de bronze et se classe ainsi à la 64e place du tableau des médailles par nations,.

## Médaillés slovènes

### Médailles d'Argent
| Sport                  | Discipline            | Sportifs               | Performance   |
| Médailles d'argent : 1 |                       |                        |               |
| Aviron                 | Deux de couple hommes | Luka Špik et Iztok Čop | 6 min 31 s 72 |

### Médailles de Bronze
| Sport                   | Discipline | Sportifs       | Performance   |
| Médailles de bronze : 3 |            |                |               |
| Voile                   | Laser      | Vasilij Žbogar | 76 points     |
| Judo                    | 63 kg      | Urška Žolnir   |               |
| Athlétisme              | 800 mètres | Jolanda Čeplak | 1 min 56 s 43 |